# مصطفى بن الحسين التفرشي
مصطفى بن الحسين التفرشي من علماء الشيعة المختصين في علم الرجال، صاحب كتاب نقد الرجال.

## حياته
هو السيّد مصطفى ابن السيّد الحسين الحسيني التفرشي، ولم تُحدّد المصادر تاريخ ولادته ومكانها، إلّا أنّه من علماء القرن الحادي عشر الهجري. لم تُحدّد المصادر تاريخ وفاته ومكانها، إلّا أنّه كان حيّاً سنة 1044 هـ.

## من أساتذته
- عبد العالي ابن علي الكركي.
- عبد الله بن الحسين التستري.

## من أقوال العلماء فيه
- قال محمّد الأردبيلي: «السيّد الأجل، جليل القدر، رفيع الشأن، عظيم المنزلة، فاضل كامل متبحّر، وأمره في جلالة قدره ورفعة شأنه وعظم منزلته وتبحّره أشهر من أن يُذكر، وفوق ما تحوم حوله العبارة، وكفاك في ذلك تأليفه كتاب الرجال في كمال النفاسة ونهاية الدقّة، وكثرة الفائدة، جزاه الله تعالى عنه خير جزاء المحسنين، ورضي عنه وأرضاه».[3]
- قال عبد الله الإصفهاني: «عالم محقّق ثقة فاضل».[4]
- قال الخونساري: «الناقد البصير، والفاقد النظير، والمحقّق النحرير، والموثّق التحرير… والمقدّم قوله في الأقوال… وكذلك كمال وثاقته وعدالته ونهاية ضبطه وجلالته».[5]
- قال عباس القمّي: «سيّد جليل ماهر عالم محقّق ثقة فاضل أمين».[6]
- قال الحر العاملي: «عالم محقق ثقة فاضل، له كتاب الرجال، روى عن مولانا عبد الله التستري ، وعن الشيخ عبد العالي بن علي بن عبد العالي العاملي عن أبيه ذكره في رجاله ولم يذكر فيه من المتأخرين عن الشيخ الطوسي إلا القليل».[7]

## مؤلفاته
- «نقد الرجال» كتاب في علم الرجال، ذكر فيه الأقوال المختلفة في هذا العلم وقام بدراستها ونقدها. اعتبره علماء الشيعة من الكتب الدقيقة في هذا العلم، ومن أحسن الآثار فيه، وقد قام علماء الإمامية بكتابة الحواشي والشروح عليه، كمحمد تقي المجلسي، ونعمة الله الجزائري.[8][9][10]